# Imienko
Imienko [pronunciación en polaco: /iˈmjɛnkɔ/] es un asentamiento en el distrito administrativo de Gmina Połczyn-Zdrój, dentro del condado de Świdwin, Voivodato de Pomerania Occidental, en el noroeste de Polonia. Se encuentra aproximadamente 11 kilómetros al suroeste de Połczyn-Zdrój, 15 kilómetros al sureste de Świdwin, y 97 kilómetros al este de la capital regional Szczecin.
Para conocer la historia de la región, véase también Historia de Pomerania.